# Ilhom Mahkamov

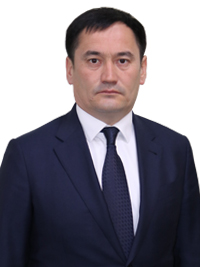
Ilhom Rustamovich Mahkamov 2019

Ilhom Rustamovich Mahkamov (* 24. April 1979 in Taschkent, Usbekische SSR, UdSSR; russischer Name Илхом Рустамович Махкамов Ilchom Rustanowitsch Machkamow) ist ein usbekischer Politiker und seit dem 22. Februar 2021 Verkehrsminister der Republik Usbekistan.

## Biografie
Ilhom Mahkamov erlangte einen Bachelor- und einen Master-Abschluss in Wirtschaft, Technik und Marketing des Taschkent Automotive Institute. Er studierte an der Akademie für staatliches und soziales Bauen unter dem Präsidenten der Republik Usbekistan mit Spezialisierung auf Grundlagen und Prinzipien der Marktwirtschaft.
Anfangs war Ilhom Mahkamov als Leiter der Buchhaltung der Abteilung für Landnutzung Hokimiyat der Stadt Taschkent tätig, anschließend hatte er das Amt des Leiters der Verwaltung inne. In den folgenden Jahren bekleidete er eine Reihe von Führungspositionen in der GUP „Suvsoz“ vom stellvertretenden Chief Technology Officer bis zum Manager. Gleichzeitig war er Generaldirektor der Tashkent Regional Association of Housing, Generaldirektor der Agentur „Uzkommunhismat“, Leiter der Informations- und analytischen Verwaltung der Unterkunfts- und Kommunalwirtschaft, Transport, Kapitalbau und Bauwirtschaft des Ministerkabinetts der Republik Usbekistan.
Im Jahr 2019 wurde er zum ersten stellvertretenden Verkehrsminister der Republik Usbekistan ernannt; im Januar 2020 wurde er aus dem Amt entlassen und zum amtierenden ersten stellvertretenden Verkehrsminister ernannt. Im Oktober 2020 wurde der amtierende Minister für Verkehr Usbekistans durch den Beschluss des Ministerkabinetts Usbekistans zum stellvertretenden Minister für Verkehr Usbekistans. Zuvor wurde diese Position von Eler Ganiev besetzt, der am 7. August 2020 aus dem Amt entlassen wurde.
Am 22. Februar 2021 unterzeichnete der Präsident Usbekistans, Shavkat Mirziyoyev, ein Dekret über die Ernennung von Ilhom Mahkamov zum Verkehrsminister von Usbekistan. Im Februar 2021 übernahm er die Leitung der Firma „Uzbekistan Airways“.

## Auszeichnungen
- Abzeichen „Turism Fidoyisi“ (September 2020)[1]